# Episodi de Il mammo (terza stagione)
La terza stagione della sitcom Il mammo è composta da 20 episodi, andati in onda nel 2007-2008.

## Lista episodi
| nº | Titolo episodio         | Prima TV Italia   |
| -- | ----------------------- | ----------------- |
| 1  | Il grande addio         | 22 settembre 2007 |
| 2  | Arriba Arriba!          | 29 settembre 2007 |
| 3  | Tutti pazzi per Ulla    | 6 ottobre 2007    |
| 4  | Il pignoramento         | 13 ottobre 2007   |
| 5  | Una marziana a Milano   | 20 ottobre 2007   |
| 6  | Gli uomini in nero      | 27 ottobre 2007   |
| 7  | Il veggente di Anacapri | 3 novembre 2007   |
| 8  | La notte dei miracoli   | 10 novembre 2007  |
| 9  | Lo sveglione            | 17 novembre 2007  |
| 10 | Il fu Silvano Zerbi     | 24 novembre 2007  |
| 11 | Portobrutto             | 1º dicembre 2007  |
| 12 | La lettura del gas      | 8 dicembre 2007   |
| 13 | La figuraccia paterna   | 15 dicembre 2007  |
| 14 | I fantastici tre        | 22 dicembre 2007  |
| 15 | Sedotta e abbandonata   | 29 dicembre 2007  |
| 16 | Nessuno è perfetto      | 5 gennaio 2008    |
| 17 | Micho Macho             | 12 gennaio 2008   |
| 18 | Sex and Silvano         | 26 gennaio 2008   |
| 19 | Piccole donne crescono  | 2 febbraio 2008   |
| 20 | Un pony di nome Harvey  | 9 febbraio 2008   |